# Cawood
Cawood är en by och en civil parish i North Yorkshire i England. Orten har 1 549 invånare (2011).